# Prakasam (district)
Prakasam is een district van de Indiase staat Andhra Pradesh. De hoofdstad is Ongole en het district had 2.288.026 inwoners bij de census van 2011.

## Bestuurlijke indeling
Prakasam is onderverdeeld in 39 mandals.